# Словеначка национална странка
Словеначка национална странка (словен. Slovenska nacionalna stranka, SNS) је националистичка политичка странка. Формирана је у прољеће 1991. године, а њен вођа је Змаго Јелинчич Племенити.
Странка се због залагања за излазак Словеније из ЕУ и НАТО-пакта, протјеривање имиграната, ревизију граница с Хрватском и ускраћивање права хомосексуалаца често смешта у екстремну десницу. С друге стране се Јелинчич сам иденфитицира као љевичар, а СНС залаже за државну интервенцију у привреду, антиклерикализам и позитиван однос према Титу и партизанима. Такође, на седници парламентарног одбора за спољну политику словеначког парламента од 19. марта 2019. године, председник Словеначке националне странке Змаго Јелинчич поднео је захтев да Словенија повуче признање Косова.
Године 2008. је неколико заступника СНС у Државном збору иступило из странке и формирало нову странку под именом Липа.